# 선단도서관
선단도서관은 경기도 포천시에 있는 시립 도서관이다.

## 연혁
- 2021년 2월 23일 개관.